# Buchkarte

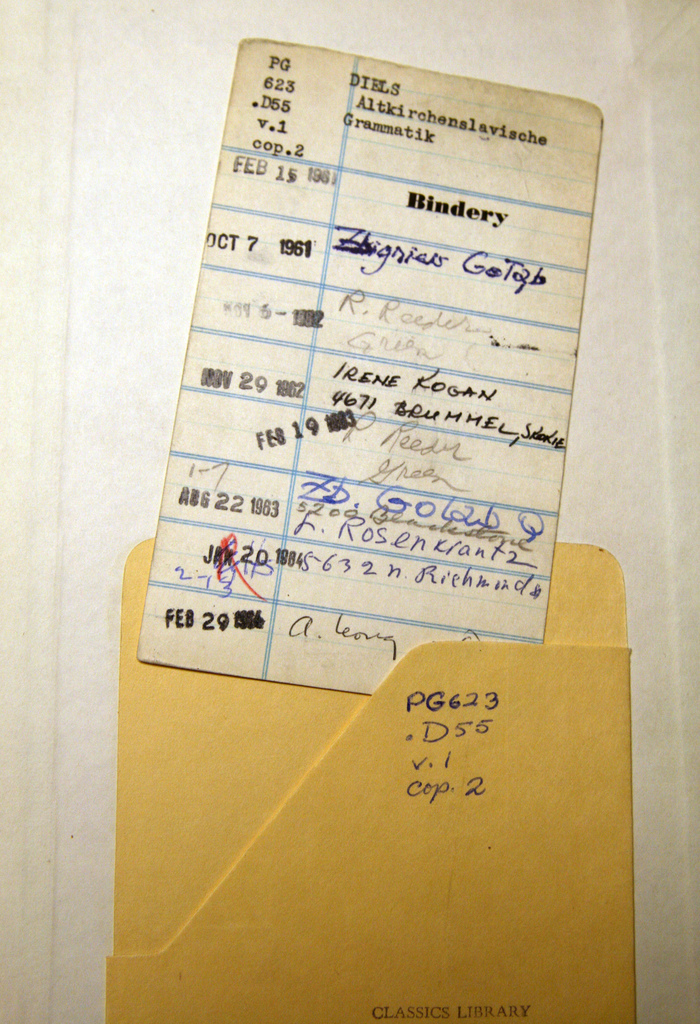
Buchkarte

Eine Buchkarte ist ein Dokument im Bibliothekswesen, das bei der Verwaltung der Ausleihe von Büchern eingesetzt wird.

## Beschreibung und Anwendung
Auf einer Buchkarte sind zunächst die Grunddaten eines Buches (Verfasser, Titel, Signatur) vermerkt. Der überwiegende Teil der Karte wird dazu verwendet, um den Namen oder die Benutzernummer des Ausleihenden sowie meistens auch die Fristdaten der Leihe zu notieren. 
Die Buchkarte befindet sich in der Regel in einer im vorderen oder hinteren Innendeckel angebrachten Tasche. Wird ein Buch entliehen, wird die Karte entnommen, die Daten des Entleihers und die Leihfrist werden eingetragen. Die Buchkarte verbleibt während der Leihzeit in einer Kartei in der Bibliothek. Für den Entleiher wird das Rückgabedatum zumeist auf ein im Buch befindliches Fristblatt notiert. Bei der Rückgabe des Buches werden die Daten der Buchkarte mit denen des Fristblattes abgeglichen, die Buchkarte wird wieder in der Tasche im Buchdeckel verstaut.